# 中郷町 (神戸市)
中郷町（なかごうちょう）は兵庫県神戸市灘区の町名の一つで、同区南東部、徳井字中郷・下小田中（しもこだなか）から昭和11年（1936年）9月に成立した。郵便番号：657-0032。（地図 - Google マップ）

## 地理
東は石屋川を挟み御影石町、南は徳井町、西は高羽川を挟み備後町、北は大和町。東から順に一～五丁目があり、三丁目と四丁目の間を兵庫県道95号灘三田線が貫く。

## 由来
『神戸の町名 改訂版』によれば明治8年改組の際、徳井村のうち「中の郷（なかのさと）」といっていた地ノ下、神楽岡、因幡内、堂ノ内、大角の五字を「中郷」と改称し、一般に言う中村と同じで、村の中ほどを意味するのだろうとしている。
『灘区の町名』には上記の説の他、灘五郷のうち石屋・東明・御影・八幡を中郷と呼びそれが字名に残ったという人もあるとしている。

## 人口統計
令和2年国勢調査（2020年10月1日）での世帯数545、人口1,229、うち男性581人、女性648人。			